# Клан Макфи
Макфи́ или Макда́ффи (англ. MacPhee или MacFie, гэльск. MacDhuibh-shithe) — один из кланов горной части Шотландии.

## История клана
Приставка «dhu» («тёмный») в гэльском названии клана указывает на его происхождение от темноволосых кельтов (а не от светловолосых норвежцев, которые на протяжении столетий колонизировали Гебридские острова). Согласно известной гэльской рукописи 1450 г. считается, что Макфи — потомки древнего королевского рода Макальпинов, равно как кланы Магрегор, Грант, Макиннон, Маккуарри, Макнаб и Маколей.
О ранней истории клана известно немного — лишь то, что они происходят с островов Колонсей и Оронсей во Внутренних Гебридах. В 563 г. на этих островах останавливались ирландские монахи св. Колумба и св. Оран, имена которых, по одной из версий, и дали название островам.
В 1314 г. Макфи принимали участие в битве при Бэннокберне, сражаясь на стороне Роберта Брюса. Также известно, что вожди клана были потомственными хранителями письменных архивов Макдональдов, лордов Островов, а в 1463 г. получили право присутствовать на Совете Островов в качестве полноправных членов. Клан сохранял верность Макдональдам даже после того, как тех лишили власти на островах. Подобная преданность привела к тому, что в 1513 г. Макфи обвинили в измене, а в 1609 г. обманным путём заставили подписать Статут Айоны.
В 1615 г. Малкольм Макфи примкнул к восстанию Джеймса Макдональда против Кэмпбеллов, графов Аргайла. Впоследствии Малкольма и 18 других главных заговорщиков выдал Кэмпбеллам их бывший соратник, Колкитто Макдональд. В 1623 г. Малкольм Макфи был убит, а его клан, лишившись вождя и земель, распался.
Некоторые Макфи присоединились к Макдональдам, а остальные члены клана перебрались на большую землю, в Лохабер, и поселились недалеко от владений клана Камерон. В 1746 г. многие из Макфи пали, сражаясь плечом к плечу с Камеронами, в битве при Каллодене.
В настоящее время во многих странах мира существуют активные сообщества клана, а шотландский герольдмейстер Лорд Лайон предоставил Макфи полномочия для избрания нового вождя.

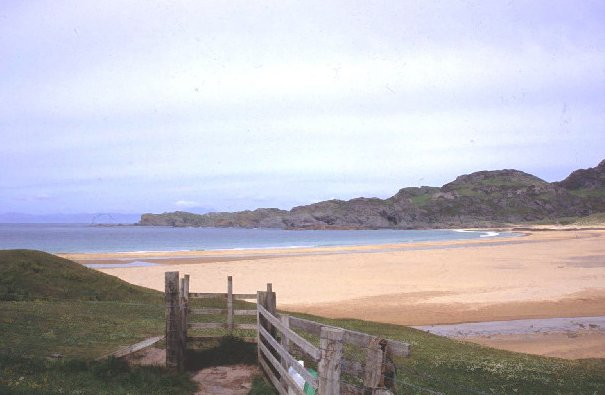
Остров Колонсей

## Септы
| - Cathie - Duffie - Duffy - Fee - MacCaffie - MacCathie | - MacCooish - MacCuish - MacDuffie - MacFee - MacFie - MacGuffie | - MacHaffie - MacNicol - MacPhee - MacPhie - MacVee - MacVie |